# Gott der Herr ist Sonn und Schild

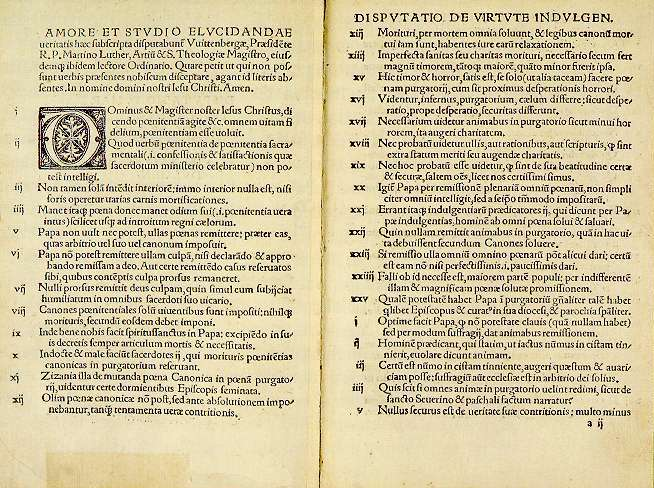
Luthers 95 Thesen, der Beginn der Reformation

Gott der Herr ist Sonn und Schild (BWV 79) ist eine Kirchen-Kantate von Johann Sebastian Bach. Er komponierte sie in Leipzig für das Reformationsfest und führte sie am 31. Oktober 1725 erstmals auf.

## Geschichte und Worte
Bach komponierte die Kantate in seinem dritten Amtsjahr in Leipzig. Die vorgeschriebenen Lesungen für den Festtag waren 2 Thess 2,3–8 , Mahnung zur Standhaftigkeit gegen die Widersacher, und Offb 14,6–8 , „Fürchtet Gott und gebet ihm die Ehre“.
Ein unbekannter Textdichter ging nicht auf die Lesungen ein, sondern behandelte den festlichen Anlass, beginnend mit einem Psalmvers, Psalm 84,12 . Als Satz 3 bezog er die erste Strophe von Martin Rinckarts Lied „Nun danket alle Gott“ ein, und als Schlusschoral die letzte Strophe von Ludwig Helmbolds „Nun lasst uns Gott dem Herren“.
Bach führte die Kantate am 31. Oktober 1725 erstmals auf. Für eine weitere Aufführung, wahrscheinlich 1730, änderte er die Instrumentierung, indem er die Oboen durch Flöten verdoppelte und in der Alt-Arie die Flöte als Obligat-Instrument einsetzte. Er benutzte die Musik des Eingangschors und des Duetts in seiner Missa in G, BWV 236 und die der Alt-Arie in der Missa in A, BWV 234.

## Besetzung und Aufbau
Die Kantate ist besetzt mit drei Vokalsolisten, Sopran, Alt und Bass, vierstimmigem Chor, zwei Hörnern, Pauken, zwei Flauti traversi, zwei Oboen, zwei Violinen, Viola und Basso continuo.
1. Coro: Gott, der Herr, ist Sonn und Schild
2. Aria (Alt): Gott ist unser Sonn und Schild
3. Choral: Nun danket alle Gott
4. Recitativo (Bass): Gottlob! Wir wissen den rechten Weg zur Seligkeit
5. Duetto (Sopran, Bass): Gott, ach Gott, verlaß die Deinen nimmermehr
6. Choral: Erhalt uns in der Wahrheit

## Musik

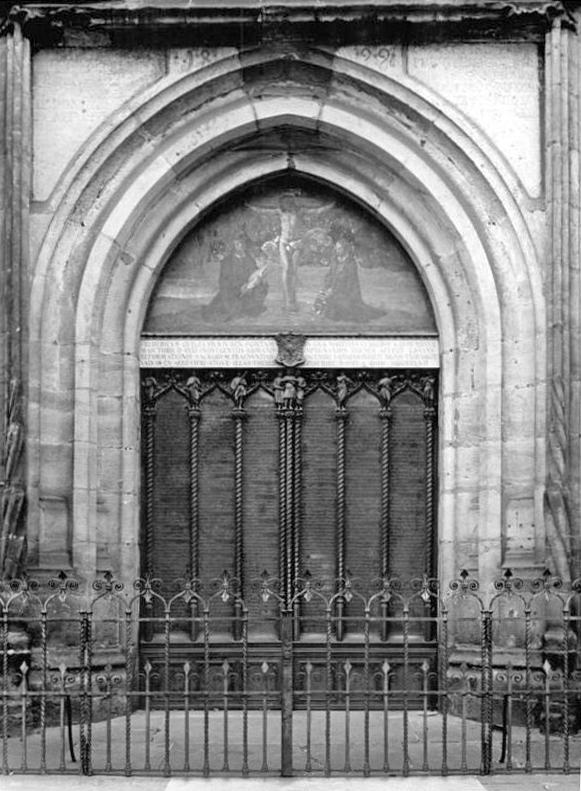
Thesentür der Schlosskirche Wittenberg

John Eliot Gardiner, der die Kantaten zum Reformationsfest in der Schlosskirche Wittenberg dirigierte, wo die Reformation begann, beschreibt den Eingangschor als einen feierlichen Einzug und hört die „insistierenden Paukenschläge“ (insistent drum beat) zu den Hornfanfaren als das Hämmern von Luthers Thesen. Die instrumentale Einleitung stellt zwei Themen vor, ein festliches marschartiges Thema für Hörner und Pauken, und ein lebhafteres Gegenthema, das von einer oft wiederholten Note ausgeht. Die folgende Arie bringt ähnliche Gedanken wie der Eingangschor, jedoch in persönlicher ruhiger Färbung. In Satz 3, dem ersten Choral, benutzt Bach erneut das erste Thema des ersten Satzes, gleichzeitig mit der Choralmelodie. Helmuth Rilling bemerkt die thematische Einheit, „Preis und Dank“, der ersten drei Sätze. Gardiner vermutete, dass nach diesem Choral die Predigt gehalten wurde.
Das einzige Rezitativ wird vom Bass gesungen und erwähnt den Anlass für Preis und Dank: „Du hast uns durch dein Wort gewiesen“, in einem Hinweis auf ein zentrales Anliegen der Reformation, wie Rilling hervorhebt. Gardiner hört in dem „unschuldigen“ Duett einen Vorgeschmack von Papageno und Papagena, verstärkt durch Anklänge an Eine kleine Nachtmusik in den Ritornellen der Violinen. Die Kantate endet mit einem schlichten vierstimmigen Choralsatz, der um Wahrheit und Freiheit bittet.

## Einspielungen (Auswahl)
- The RIAS Bach Cantatas Project (1949–1952). Karl Ristenpart, RIAS-Kammerchor, RIAS-Kammerorchester, Agnes Giebel, Lorri Lail, Dietrich Fischer-Dieskau. Audite, 1950.
- J.S. Bach: Cantatas BWV 39 & BWV 79. Fritz Lehmann, Berliner Motettenchor, Berliner Philharmoniker, Gunthild Weber, Lore Fischer, Hermann Schey. Archiv Produktion, 1952.
- J. S. Bach: Kantate ‘Gott, der Herr, ist Sonn’ und Schild’. Karl Richter, Münchener Bach-Chor, Mitglieder der Bayerischen Staatsoper, Antonia Fahberg, Beatrice Krebs, Kieth Engen, Decca, 1955.
- J. S. Bach: Cantata No. 140, Cantata No. 57. Karl Ristenpart, Chorus of the Conservatory of Sarrebruck, Chamber Orchestra of the Saar, Ingeborg Reichelt, Annelotte Sieber-Ludwig, Jakob Stämpfli. Accord, 1958.
- Les Grandes Cantates de J.S. Bach Vol. 19, Fritz Werner, Heinrich-Schütz-Chor Heilbronn, Pforzheimer Kammerorchester, Edith Selig, Claudia Hellmann, Jakob Stämpfli. Erato, 1964.
- J. S. Bach: Cantatas BWV 80 & BWV 79. Wolfgang Gönnenwein, Süddeutscher Madrigalchor, Consortium Musicum, Elly Ameling, Janet Baker, Hans Sotin. EMI, 1967.
- J. S. Bach: Das Kantatenwerk – Complete Cantatas – Les Cantates, Folge / Vol. 20 – BWV 76–79. Gustav Leonhardt, Knabenchor Hannover, Collegium Vocale Gent, Leonhardt-Consort, Solist des Knabenchor Hannover, Paul Esswood, Max van Egmond. Telefunken, 1980.
- Bach Made in Germany Vol. 4 - Cantatas X. Hans-Joachim Rotzsch, Thomanerchor, Gewandhausorchester, Arleen Augér, Ortrun Wenkel, Theo Adam. Eterna, 1982.
- Lecture Concerts - New Recordings Cantatas. Helmuth Rilling, Frankfurter Kantorei, Gächinger Kantorei, Bach-Collegium Stuttgart, Sibylla Rubens, Ingeborg Danz, Markus Marquardt. Hänssler, 1997.
- Bach Edition Vol. 15 - Cantatas Vol. 8. Pieter Jan Leusink, Holland Boys Choir, Netherlands Bach Collegium, Ruth Holton, Sytse Buwalda, Bas Ramselaar. Brilliant Classics, 2000.
- For the 19th Sunday after Trinity; For for the Feast of Reformation. John Eliot Gardiner, Joanne Lunn, William Towers, Peter Harvey. Soli Deo Gloria, 2000.
- J. S. Bach: Complete Cantatas Vol. 16. Ton Koopman, Amsterdam Baroque Orchestra & Choir, Sandrine Piau, Bogna Bartosz, Klaus Mertens. Antoine Marchand, 2001.
- J. S. Bach: Cantatas Vol. 40 - BWV 79, 137, 164, 168. Masaaki Suzuki, Bach Collegium Japan, Yukari Nonoshita, Robin Blaze, Makoto Sakurada, Peter Kooy. BIS 2007.
- J.S. Bach: Wo Gott der Herr nicht bei uns hält. Georg Christoph Biller, Thomanerchor, Gewandhausorchester, Solisten des Thomanerchores, Gotthold Schwarz. Rondeau Production, 2008.